# 前上博
前上博（前上 博，1968年8月8日—2009年7月28日），出生於日本大阪府，是一名日本的性欲倒错連環殺手。因涉嫌於2005年間，在網路以「自殺協議」誘騙 2男 1女一同自殺，再勒住被害人頸項，或摀住被害人的口鼻，並拍攝被害人窒息死亡過程，供事後觀看藉以達到性興奮。
前上被捕後承認犯行，2007年3月28日，被大阪地方裁判所判处死刑，2007年7月5日上訴取下，死刑確定，於2009年7月28日處以絞刑身亡。

## 連結
- 日杀人恶魔实拍杀人录像并欣赏 喜看受害者挣扎
- 日一男子在網上誘殺3名網友 並拍下全程（页面存档备份，存于）
- 法務省、 自殺サイト殺害事件の前上 博死刑囚ら3人の死刑を執行と発表(日本語)[永久]